# Nicolaus Rüdinger
Nicolaus Rüdinger (* ca. 1530 in Schefflenz; † 1581 in Wertheim) war ein deutscher neulateinischer Dichter sowie gräflicher Gymnasialrektor und Rentmeister in Wertheim.

## Leben und Werk
Der auch als Nicolaus Rüdiger und Nicolaus Pisovernas bekannte Humanist wurde um 1530 im kurpfälzisch regierten Unterschefflenz geboren. Er studierte ab 1548 an der Universität Heidelberg und erwarb dort 1551 den Titel eines Magisters. Nach kurzer Lehrpraxis an der Klosterschule Bronnbach erhielt er 1555 eine Anstellung als Lehrer des Gymnasiums in Wertheim. Bereits im Folgejahr wurde er Rektor dieser aufstrebenden reformatorischen Lateinschule, die um 1525 von Graf Georg II. von Wertheim als solche eingerichtet worden war. Rüdingers Berufung fiel noch in die Regierungszeit von Michael III., mit dem das Geschlecht der Grafen von Wertheim 1556 ausstarb. Unter Michaels Schwiegervater und Regierungsnachfolger Graf Ludwig von Stolberg-Königstein war Rüdinger für die Bildungsreform in dem Kleinstaat verantwortlich. So erging 1564 die erste Wertheimer Schulordnung. Um 1572 zog das Gymnasium in größere Räumlichkeiten ein: das Obergeschoss der Wertheimer Kilianskapelle, wo es sich bis 1871 befand. 1575 wurde Rüdinger zum gräflichen Rentmeister (Kämmerer) ernannt und schied dabei offenbar aus dem Schuldienst aus.
Rüdinger verband eine literarisch produktive Freundschaft mit dem in Würzburg tätigen Mediziner Johannes Posthius und den beiden Heidelberger Gelehrten Nikolaus Cisnerus und Paul Melissus. Im überkonfessionellen Netzwerk des pfälzischen Späthumanismus trug Rüdinger zahlreiche Kasualgedichte, zeitkritische Satiren und Fazetien sowie elegische Bibeldichtungen zu neulateinischen Sammelwerken bei, darunter das Collegii Posthimelissaei Votum von 1573 und Parerga Poetica von 1580 (2. erw. Aufl. 1595). Sein Hauptwerk sind die Graf Ludwig gewidmeten Evangelicarum Elegiarium Libri tres (Nürnberg 1573), eine Sammlung von 87 langen Perikopengedichten. Wenige Jahre vor seinem Tod wurde er zum poeta laureatus gekrönt.
Rüdinger war dreimal verheiratet. Von seiner ersten Frau, Dorothea (gest. 1565), hatte er eine Tochter Margaretha (geb. 1560), die 1577 den Wertheimer Cantor und Gymnasiallehrer Jakob Gerhard heiratete. Rüdinger starb im Mai 1581.